# 海堤灣畔

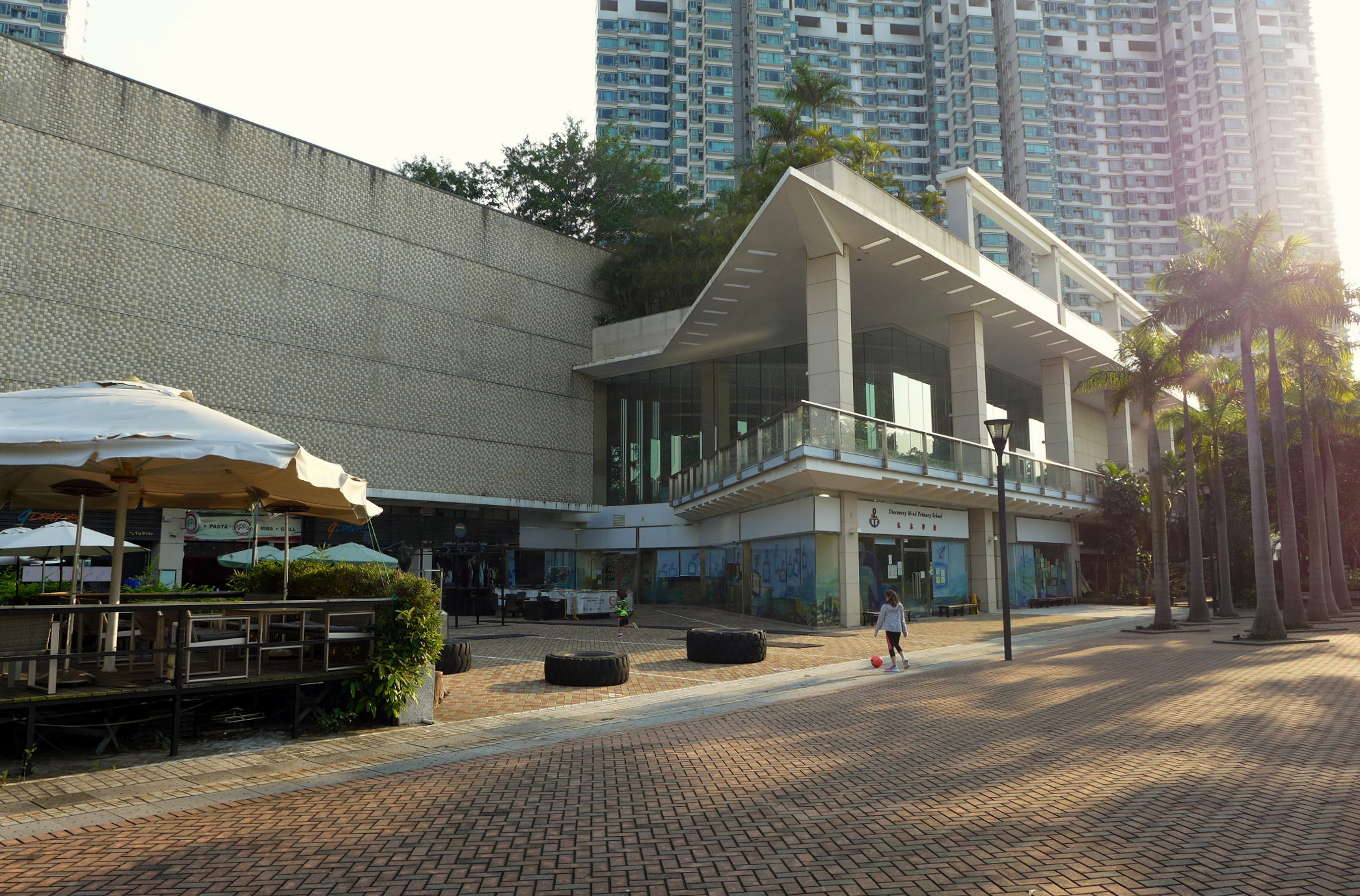
海堤灣畔地面商舖及幼兒園

海堤灣畔（英語：Seaview Crescent）位於香港新界大嶼山東涌東涌海濱路8號，為港鐵東涌站的其中一個上蓋物業，屬於私人屋苑，由港鐵公司、新世界發展、恒基兆業、太古地產、新鴻基地產和恒隆地產發展，建築師為吳享洪建築師有限公司。屋苑於2002年3月落成入伙，由港鐵負責管理。

## 屋苑資料
屋苑為區內4大屋苑中規模最小的一個，共有4座一字排開的住宅樓宇，樓高53-55層，提供1,536個住宅單位。項目原先計劃興建5座大廈，惟其後發現地盤有溶洞問題，於是改為四座。
- 住宅座數：4座
  - 第1座：53層
  - 第2座：53層
  - 第3座：53層
  - 第5座：55層

## 設施
屋苑設有住客會所，設施包括室外游泳池、網球場、壁球室、多用途室內運動場、健身室、桌球室及乒乓球室等等。

## 商場
海堤灣畔設有商場，建築面積約26,000平方呎，租戶包括食肆、地產鋪及獸醫中心等。2009年，李耀華以1.38億港元購入海堤灣畔商場及59個車位。2016年，海堤灣畔商場及相關車位以約4億港元易手。

## 外部連結
- 海堤灣畔官方網站（於2006年11月14日存檔）
- 海堤灣畔住客討論區（於2007年5月29日存檔）

22°17′32″N 113°56′32″E / 22.2921°N 113.9423°E